# Tomomi Abiko
Tomomi Abiko (我孫子 智美) (née le 17 mars 1988 à Kusatsu) est une athlète japonaise, spécialiste du saut à la perche.

## Palmarès
| Date | Compétition                   | Lieu        | Résultat | Marque |
| ---- | ----------------------------- | ----------- | -------- | ------ |
| 2006 | Championnats du monde juniors | Pékin       | 7e       | 4,00 m |
| 2009 | Jeux de l'Asie de l'Est       | Hong Kong   | 3e       | 3,90 m |
| 2010 | Jeux asiatiques               | Canton      | 3e       | 4,15 m |
| 2014 | Championnats d'Asie en salle  | Hangzhou    | 1re      | 4,30 m |
| 2014 | Jeux asiatiques               | Incheon     | 2e       | 4,25 m |
| 2015 | Championnats d'Asie           | Wuhan       | 3e       | 4,20 m |
| 2016 | Championnats d'Asie en salle  | Doha        | 3e       | 4,15 m |
| 2017 | Championnats d'Asie           | Bhubaneswar | finale   | NM     |

## Records
| Épreuve          | Épreuve      | Performance | Lieu  | Date            |
| ---------------- | ------------ | ----------- | ----- | --------------- |
| Saut à la perche | En plein air | 4,40 m (RN) | Osaka | 9 juin 2012     |
| Saut à la perche | En salle     | 4,33 m      | Kosai | 23 février 2013 |